# Ordgarius bicolor
Ordgarius bicolor là một loài nhện trong họ Araneidae.
Loài này thuộc chi Ordgarius. Ordgarius bicolor được Mary Agard Pocock miêu tả năm 1899.